# 吉恩·戴维斯
吉恩·戴维斯（英語：Gene Davis，1945年11月17日—），美国男子摔跤运动员。他曾代表美国参加1972年和1976年夏季奥林匹克运动会摔跤比赛，其中1976年夏季奥运会获得一枚铜牌。